# Henry Maitland Wilson
Pour les articles homonymes, voir Henry Wilson (homonymie) et Wilson.
Henry Maitland « Jumbo » Wilson, 1er baron Wilson de Libye (5 septembre 1881 – 31 décembre 1964), est un maréchal britannique, surnommé Jumbo du fait de sa grande taille et de sa forte corpulence.

## Biographie
À la sortie de l'Académie militaire royale de Sandhurst, il est nommé sous-lieutenant d'infanterie à la [The] Rifle Brigade (The Prince Consort’s Own) [1800-1958] le 19 janvier 1900.
Il combat pendant la seconde guerre des Boers (1899-1902), en Afrique du Sud, puis pendant la Première Guerre mondiale. Commandant, il reçoit le Distinguished Service Order le 1er janvier 1917.
Instructeur en chef à l’école de guerre de Camberley (1920-1924). Nommé Compagnon de l'Ordre du Bain (CB) le 1er février 1937.
Général de corps d’armée le 15 juin 1939, Commandant en chef en Égypte (1939).
Commandant en chef des troupes britanniques en Grèce puis en Palestine et Transjordanie (1940-1941) ; promu Chevalier commandeur de l'Ordre du Bain (KCB) le 11 juillet 1940 puis Chevalier grand-croix de l'Ordre de l'Empire britannique (GBE) le 4 mars 1941.

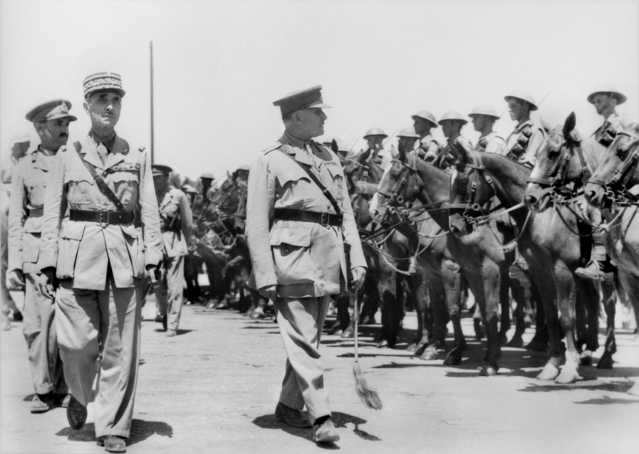
Les généraux Lavarck, Catroux et Maitland Wilson, lors des célébrations du 11 novembre 1941 à Beyrouth devant la 1re division de cavalerie.

Commandant en chef des forces alliées pendant la campagne de Syrie, il signe l’armistice de Saint-Jean-d’Acre avec les Français de Vichy le 14 juillet 1941.
Commandant en chef en Iran et en Irak en 1942-1943 puis au Moyen-Orient de février 1942 à décembre 1943 ; il reçoit une citation le 24 juin 1943.
Il succède alors au général Eisenhower au poste de Chef suprême des forces alliées en Méditerranée jusqu’en décembre 1944. À ce titre, il supervise l'opération Anvil-Dragoon de débarquement sur les côtes du Sud de la France en août 1944 ; promu Chevalier grand-croix de l'Ordre du Bain (GCB) le 8 juin 1944.
Maréchal le 29 décembre 1944. De 1945 à 1947, il est chef de la mission britannique à l’état-major combiné à Washington, aux États-Unis.
Il est fait baron de Libye le 1er janvier 1946 et prend sa retraite en 1947.

## Distinctions
- Baronet Badge (Bt-1946)
- Chevalier grand-croix de l'Ordre du Bain (GCB-1944)
- Chevalier grand-croix de l’Ordre de l'Empire britannique (GBE-1941)
- Compagnon du Distinguished Service Order (DSO-1917), citation (Mentioned in Despatch) (1943)
- Army Distinguished Service Medal (États-Unis-1946)
- Croix militaire de 1re classe (Grèce-1942)
- Croix Virtuti Militari de 5e classe (Pologne-1944)

## Sources
- (en) Biographie sur le site du King's College de Londres ; Liddell Hart Centre for Military Archives
- Article wikipedia en anglais Henry Maitland Wilson, 1st Baron Wilson
- Histoire de la Seconde guerre mondiale de Sir Basil Liddell Hart, Fayard, 1973. Vision britannique des opérations militaires le capitaine Liddele Hart (1895-1970), spécialiste reconnu de la stratégie et de l’armée blindée. Nombreuses cartes précises.
- Au cœur de l’action clandestine. Des Commandos au MI6 du Colonel David Smiley, L’Esprit du Livre Editions, 2008.  Traduction de (en) Irregular Regular, Michael Russell, Norwich, 1994. Les mémoires d'un officier des Royal Horse Guards qui a participé aux campagnes d'Irak, d'Iran et de Syrie. Par la suite il est officier du SOE en Albanie puis du SOE en Asie du Sud-Est. Après la guerre il agit pour le compte du MI6.
- (en) La London Gazette, le Journal officiel britannique, pour les nominations, promotions et décorations
- (en) Biographie sommaire et photographie sur le site de la Noblesse britannique
- "Jumbo" Wilson est mentionné dans Albanian Assignment (1984) et Irregular Regular (1994) du colonel David Smiley